# Тулон (аеропорт)
Аеропорт Тулон-Єр (французька Aéroport de Toulon – Hyères, IATA: TLN, ICAO: LFTH) — аеропорт, що обслуговує Тулон, департамент Вар, регіон Прованс — Альпи — Лазурний Берег, Франція. Аеропорт розташований за 3 км SE від Єру, та за 19 км E від Тулона.

## Авіалінії та напрямки, квітень 2022
| Авіакомпанія                  | Пункт призначення                                                          |
| ----------------------------- | -------------------------------------------------------------------------- |
| Air Corsica                   | Сезонний: Аяччо, Бастія                                                    |
| Air France                    | Страсбург                                                                  |
| ASL Airlines France           | Сезонний: Алжир, Бордо, Оран                                               |
| easyJet                       | Париж–Орлі Сезонно: Лондон–Гатвік (з 29 червня 2022), Париж–Шарль де Голль |
| Flybe                         | Сезонно: Саутгемптон (з 24 липня 2022)                                     |
| Luxair                        | Сезонний: Люксембург                                                       |
| Scandinavian Airlines         | Сезонний: Копенгаген                                                       |
| Swiss International Air Lines | Сезонний: Женева                                                           |
| Transavia                     | Брест-Бретань, Нант, Париж-Орлі Сезонно: Роттердам                         |
| TUI fly Belgium               | Брест, Брюссель-Шарлеруа                                                   |

## Пасажирообіг
Див. джерело запитів Вікіданих та джерела.